# 与党空白区
与党空白区（よとうくうはくく）は、主に国政選挙において与党が候補者を擁立しない選挙区のこと。

## 概要
与党が擁立しない選挙区では与党の事実上の不戦敗となる。与党支持者にとっては選挙区において与党への投票先がなくなることを意味する。中には与党の公認候補や推薦候補が存在しないが、与党が事実上の支援をしている場合もある。

## 日本
政権選択選挙として重要視される衆議院議員総選挙では、政権選択ができないことが問題視される。
低投票率となったり、無効票が増えたりすることもある。
比例下位当選をしている大量の与党国会議員が存在する場合は、次回も国政選挙で当選するため、与党の候補者が確定していない空白区となっている選挙区への転出を試みる例も見られる。
与党議員が辞職（特に不祥事による引責辞職）した場合に行われる補欠選挙において与党候補が出馬せず、結果として与党空白区になる事例がしばしば見られる。

### 例
※与党の公認候補や推薦候補がいなくても与党系候補が事実上擁立されている選挙区は除く。
自社さ連立政権時代（与党：自由民主党、社会民主党、新党さきがけ）
- 1996年衆院選の石川県第1区

1人区で新進党候補（奥田敬和）と民主党候補（桑原豊）と共産党候補の計3人立候補
- 与党は社会党出身の桑原（当時の民主党自体も政権との対決色が薄い「ゆ党」とされていた）を支援した。

- 1996年衆院選の三重県第2区

1人区で新進党候補（中川正春）と民主党候補（伊藤忠治）と共産党候補の計3人立候補
自自公連立政権時代（与党：自由民主党、自由党、公明党）
- 1999年衆院補選の東京都第2区

1人区で民主党候補（中山義活）と共産党候補の計2人立候補
- 2000年衆院補選の宮城県第6区

1人区で民主党候補（大石正光）と社民党候補（菅野哲雄）と無所属候補と共産党候補の計4人立候補
自公保連立政権時代（与党：自由民主党、公明党、保守新党）
- 2003年衆院選の愛知県第11区

1人区で民主党候補（古本伸一郎）と共産党候補の計2人立候補
自公連立政権時代（与党：自由民主党、公明党）
- 2009年衆院選の栃木県第3区

1人区でみんなの党候補（渡辺喜美）と幸福実現党候補の計2人立候補
- 当時の与党（閣外協力関係にあった改革クラブ含む）と第一野党（民主党）と共産党のいずれも候補者を擁立しない珍しいケースであった。

民国連立政権時代（与党：民主党、国民新党）
- 2010年参院選の沖縄県選挙区

1人区で自民党候補（島尻安伊子）と無所属候補（山城博治、社民党推薦）と無所属候補（共産党推薦）と幸福実現党候補の計4人立候補
- 但し、この選挙の2ヶ月前まで社民党は連立与党の一員であった（民社国連立政権）。

- 2011年衆院補選の愛知県第6区

1人区で自民党候補（丹羽秀樹）と減税日本候補と共産党候補と幸福実現党候補と無所属候補の計5人立候補
- 2012年衆院選の神奈川県第15区

1人区で自民党候補（河野太郎）と共産党候補の（浅賀由香）の計2人立候補
自公連立政権時代（与党：自由民主党、公明党）
- 2016年衆院補選の京都府第3区

1人区で民進党候補（泉健太）とおおさか維新の会候補（森夏枝）と日本のこころを大切にする党候補と幸福実現党候補と無所属候補2人の計6人立候補
- 2019年参院補選の埼玉県選挙区

1人区で無所属候補（上田清司）とNHKから国民を守る党候補（立花孝志）の計2人立候補
- 上田は民主党出身であるため、後身である立憲民主党・国民民主党が支援したが、一部の自民党議員も支持していた。

- 2024年衆院補選の東京都第15区

1人区で立憲民主党候補（酒井菜摘）と日本維新の会候補と参政党候補と無所属・諸派候補（須藤元気・乙武洋匡・飯山陽・秋元司など）ら計9人立候補
- 2024年衆院補選の長崎県第3区

1人区で立憲民主党候補（山田勝彦）と日本維新の会候補の計2人立候補